# Escut de Zarra
L'escut de Zarra és un símbol representatiu oficial del municipi valencià de Zarra (la Vall de Cofrents). Té el següent blasonament:
| « | Escut quadrilong de punta redona, partit. Al primer quarter, en camper d'or, un castell d'atzur maçonat i aclarit de sable. Al segon quarter, en camper de gules, cinc petxines d'argent en creu. Per timbre, una corona reial oberta. | » |

## Història
Resolució del 20 de gener de 1993, del conseller d'Administració Pública. Publicat en el DOGV núm. 1.976, del 3 de març de 1993.
El castell fa referència a l'antiga fortalesa medieval, d'origen musulmà, mentre que a la segona partició hi ha les armes de l'almirall Bernat de Sarrià, senyor del poble.